# Atractus paucidens
Espèce
Atractus paucidens est une espèce de serpents de la famille des Dipsadidae.

## Répartition
Cette espèce est endémique du Nord-Ouest de l'Équateur.

## Description
L'holotype de Atractus paucidens mesure 320 mm dont 43 mm pour la queue. Cette espèce a le dos gris très luisant et un peu iridescent. Sa face ventrale reprend la même teinte mais en plus clair. Trois colliers, plus ou moins visibles, marquent sa nuque.

## Publication originale
- Despax, 1910 : Mission géodésique de l’Équateur. Collections recueillies par M. le Dr Rivet. Liste des ophidiens et descriptions des espèces nouvelles. (Note préliminaire). Bulletin du Muséum National d'Histoire Naturelle, vol. 16, p. 368-376 (texte intégral).